# Niszczyciele eskortowe typu Buckley
Niszczyciele eskortowe typu Buckley – amerykańskie niszczyciele eskortowe z okresu II wojny światowej. Łącznie zbudowano 148 jednostek tego typu, z których 46 przekazano Wielkiej Brytanii. Sześć kolejnych ukończono po zmianie planów jako szybkie transportowce desantowe (APD), w latach 1944–1945 do tej wersji przebudowano 36 dalszych okrętów.

## Historia
Po wybuchu II wojny światowej w Europie US Navy zgłosiła zapotrzebowanie na nowe oceaniczne okręty eskortowe, mogące zastąpić przewidywane do tej roli stare niszczyciele typów Wickes i Clemson, znane jako „flush-deck” („gładkopokładowe”). Korzystając z prowadzonych wcześniej prac koncepcyjnych opracowano projekt prostych i przystosowanych do masowej produkcji jednostek. W połowie 1941 roku Wielka Brytania zwróciła się z prośbą o pilną dostawę dużej liczby niszczycieli eskortowych. W lipcu powstał projekt okrętu British Destroyer Escort, zakładający wyporność 1144 ton przy długości kadłuba 94 m, napęd składający się z turbin parowych o łącznej mocy 12 000 shp, nadający prędkość maksymalną 24 węzłów oraz uzbrojenie składające się z dział uniwersalnych kalibru 76 mm, trzech wyrzutni torpedowych i miotacza bomb głębinowych Hedgehog. Okręty miały być dostarczane Brytyjczykom w ramach programu Lend-Lease.
W związku z włączeniem się Stanów Zjednoczonych do działań II wojny światowej, także US Navy zamówiła okręty tego typu. Pierwsze budowane w Stanach Zjednoczonych niszczyciele eskortowe typu Evarts miały, wobec niedostatecznej produkcji turbin parowych, napęd diesel-elektryczny. Kolejne, od nazwy pierwszego okrętu określane jako typ Buckley, otrzymały siłownię turboelektryczną, co wiązało się z wydłużeniem kadłuba dla pomieszczenia urządzeń napędowych o większych rozmiarach. Dodatkowo na niszczycielach zainstalowano potrójną wyrzutnię torpedową na śródokręciu.
Okręty typu Buckley były produkowane w latach 1942–1944 w dziewięciu amerykańskich stoczniach: Bethlehem Steel w Hingham, Quincy i San Francisco, Philadelphia Navy Yard w Filadelfii, Charleston Navy Yard w Charleston, Norfolk Navy Yard, Defoe Shipbuilding w Bay City, Dravo Corp. w Wilmington i Consolidated Steel w Orange. 46 zostało przekazanych Royal Navy, gdzie wspólnie z jednostkami typu Evarts były klasyfikowane jako fregaty typu Captain. Sześć okrętów ukończono po zmianie planów jako szybkie transportowce desantowe (APD). W latach 1944–1945 przebudowano dodatkowo do tej roli 36 następnych niszczycieli.
Okręty będące w służbie Royal Navy brały udział w bitwie o Atlantyk. HMS „Duckworth” dwukrotnie zatopił w indywidualnym ataku niemieckiego U-Boota (U-399, U-1169; współuczestniczył w zatopieniu U-645, U-988, U-618, U-1208), po jednym okręcie podwodnym zniszczyły samodzielnie HMS „Byard” (U-841), HMS „Bickerton” (U-269; współudział U-765), HMS „Balfour” (U-672) i HMS „Conn" (U-905; współudział U-965). Dwa niszczyciele zostały utracone podczas działań wojennych: HMS „Bickerton” (zatopiony przez U-354) i HMS „Bullen” (zatopiony przez U-775). Okręty amerykańskie służyły zarówno na Oceanie Atlantyckim jak i Pacyfiku, a straty US Navy wyniosły trzy jednostki. 
Należący do typu Buckley USS „England” zatopił samodzielnie, bądź we współdziałaniu z innymi jednostkami US Navy, sześć japońskich okrętów podwodnych w okresie 13 dni, od 19 do 31 maja 1944 roku. Niszczyciel ten został poważnie uszkodzony 9 maja 1945 roku po ataku kamikaze w rejonie Okinawy. W nocy z 5 na 6 maja 1944 roku na Atlantyku amerykański USS „Buckley” wykrył i ostrzelał niemiecki U-Boot U-66. Następnie niszczyciel staranował U-Boota, lecz jego załoga przystąpiła do abordażu. Niemcy szybko zostało wyparci z eskortowca. Ostatecznie okręt podwodny zatonął, zabierając na dno 24 marynarzy. 
Po zakończeniu wojny Wielka Brytania zwróciła większość fregat typu Captain Stanom Zjednoczonym, gdzie zostały wkrótce sprzedane na złom. Część spośród okrętów amerykańskich została przekazana marynarkom wojennym innych krajów: Tajwanu, Korei Południowej, Meksyku, Chile, Kolumbii, Indonezji, Filipin i Ekwadoru. Pozostałe w US Navy były używane do połowy lat 60., ostatnim był USS „Gunason” skreślony z listy floty w 1973 roku.

## Opis konstrukcji
Niszczyciele eskortowe typu Buckley miały gładkopokładowy kadłub z silnym wzniosem w części dziobowej, podzielony na 12 przedziałów wodoszczelnych. Jego całkowita długość wynosiła 93,3 m (306 stóp), szerokość maksymalna 11,1 m, średnie zanurzenie przy wyporności standardowej 1400 długich ton (ts) 2,8 m, zaś pełnej 1740 ts – 4,25 m. Okręty otrzymały napęd turboelektryczny: dwa kotły parowe (w większości okrętów produkcji firmy Foster-Wheeler, poza dwoma z kotłami Babcock & Wilcox oraz jednym Combustion) dostarczały parę do turbogeneratorów firmy General Electric, które wytwarzały prąd dla silników elektrycznych, napędzających poprzez przekładnie redukcyjne dwie śruby. Łączna moc układu, wynosząca 12 000 shp, miała zapewnić prędkość maksymalną 24 węzłów. Zapas 340 ton paliwa pozwalał przepłynąć 4940 mil morskich przy prędkości ekonomicznej 12 węzłów. Okręty typu Buckley nie posiadały awaryjnych generatorów elektrycznych.
Pierwotne uzbrojenie artyleryjskie niszczycieli składało się z trzech pojedynczych dział uniwersalnych Mk 22 L/50 kal. 76 mm (3 cale) na otwartych stanowiskach, chronionych jedynie niewysokimi osłonami przeciwodłamkowymi, dwóch na dziobie, w superpozycji, trzecim na rufie; jednego poczwórnego zestawu dział automatycznych Mk 2 kal. 28 mm (1,1 cala, tzw. chicagowskie pianina) na rufie, w superpozycji do działa kal. 76 mm oraz od sześciu do dziesięciu pojedynczych dział automatycznych Oerlikon kal. 20 mm. Ponadto okręty posiadały potrójną wyrzutnię torped kal. 533 mm na śródokręciu (nie miały jej niszczyciele przekazane Royal Navy), miotacz pocisków głębinowych Hedgehog na stanowisku za pierwszym działem 3-calowym, osiem burtowych miotaczy bomb głębinowych (tzw. K-guns) oraz dwie zrzutnie bomb głębinowych na rufie. Okręty brytyjskie miały przyspawane do pokładu rufowego prowadnice, umożliwiające przenoszenie i wystrzeliwanie bomb głębinowych Mk X. W toku służby, najpierw na okrętach brytyjskich, później także na większości amerykańskich, sprawiające kłopoty działa kal. 28 mm były wymieniane na podwójnie sprzężone działa Bofors kal. 40 mm. Dla wzmocnienia ochrony przeciwlotniczej na części jednostek zdemontowano wyrzutnie torpedową, zastępując ją czterema pojedynczymi działami Bofors typu armijnego. Pod koniec wojny ponad sto okrętów zostało wytypowanych do przezbrojenia w dwa pojedyncze działa uniwersalne Mk 30 L/38 kal. 127 mm (5 cali), ale wobec zakończenia działań pełną konwersję przeprowadzono jedynie na 11 z nich.
Do kierowania ogniem artyleryjskim służyły: dalmierz o bazie 2,5 metra oraz dwa systemy naprowadzania Mk 51 dla dział małokalibrowych. W przypadku jednostek przezbrojonych w działa 5-calowe były one zastępowane dedykowanym dla nich radarowym systemem kierowania ogniem Mk 52. Wyposażenie elektroniczne niszczycieli typu Buckley stanowiły radary wykrywania celów nawodnych typu SL (lub nowszego typu SS) i obserwacji przestrzeni powietrznej typu SA z integralnym systemem rozpoznawania „swój-obcy” (IFF). Do wykrywania zanurzonych okrętów podwodnych służył sonar typu QC w chowanej opływce pod kadłubem, zaś do namierzania transmisji radiowych przeciwnika radionamiernik HF/DF.
Według projektu załoga liczyła 15 oficerów oraz 198 podoficerów i marynarzy.